# سهل نهر كولومبيا
سهل كولومبيا هو سهل يَمتدُّ مِنْ المنطقة الكنديةِ لكولومبيا البريطانية ثم ولاية واشنطن الأمريكية، وأوريغون على جانبيى نهر كولومبيا الموجود في أمريكا الشمالية والممتد نحو 2000 كم ويصب في المحيط الهادي.